# Litteraturåret 1918

## Priser och utmärkelser
- Nobelpriset – Ej utdelat[1]
- Letterstedtska priset för översättningar – Karl Vilhelm Zetterstéen för översättningen av Koranen

## Nya böcker

### A – G
- Bannlyst av Selma Lagerlöf [2]
- Broderskap av John Galsworthy
- Den proletära revolutionen och renegaten Kautsky av Vladimir Lenin
- Elsass-Lothringen av Gunnar Cederschiöld
- En döds memoarer av Hjalmar Bergman
- Flora och Bellona av Erik Axel Karlfeldt
- For Those Who Love Music av Axel Munthe
- Friarna på Rockesnäs, pjäs av Hjalmar Bergman
- Gråns: en by som varit av Ottilia Adelborg

### H – N
- Herrgården av John Galsworthy
- Jahves eld av Hjalmar Söderberg
- Kavaljersnoveller av Selma Lagerlöf[2]
- Lifstidsfången av Gunnar Cederschiöld
- Lodolezzi sjunger, pjäs av Hjalmar Bergman
- Med svenska brigaden av Walter Hülphers
- Metron av Vilhelm Ekelund

### O – U
- Septemberlyran av Edith Södergran
- Svenska brigadssånger av Walter Hülphers
- Tant Grön, Tant Brun och Tant Gredelin av Elsa Beskow[3]
- Teater av Pär Lagerkvist
- Tiden och en natt av Gustav Hedenvind-Eriksson

### V – Ö
- Åsa-Hanna av Elin Wägner

## Födda
- 17 januari – Elsa Grave, svensk författare och konstnär.
- 26 januari – Philip Jose Farmer, science fiction-författare.
- 7 februari – Bertil Edgardh, svensk manusförfattare, regiassistent, författare och psykoanalytiker.
- 9 mars – Mickey Spillane, amerikansk deckarförfattare.
- 31 mars – Julie Bernby, svensk skådespelare, sångare, författare och sångtextförfattare.
- 24 april – Ingrid Andersson, svensk författare.
- 1 juni – Gunnel Ahlin, svensk författare.
- 10 juni – Arne Nyman, svensk författare och konstnär.
- 14 juli – Arthur Laurents, amerikansk författare, främst verksam som dramatiker och filmmanusförfattare.
- 13 augusti – Kai Söderhjelm, finlandssvensk författare och journalist.
- 5 september – Sven Alfons, svensk poet, konsthistoriker och konstkritiker.
- 13 november – Werner Aspenström, svensk författare, ledamot av Svenska Akademien 1981–1989.
- 11 december – Aleksandr Solzjenitsyn, rysk författare, nobelpristagare 1970.
- 15 december – Rune Jansson, svensk målare, grafiker och författare.
- 17 december – Sven Fagerberg, svensk författare.
- 21 december – Erik Sjödin, svensk författare.

## Avlidna

### Okänt datum
- november – Arthur Cravan, 31, franskspråkig, schweizisk boxare och poet.
- 9 november – Guillaume Apollinaire, 38, fransk författare.

### Fotnoter
1. ↑  ”Nobelpriset i litteratur”. https://www.nobelprize.org/prizes/lists/all-nobel-prizes-in-literature/. Läst 20 mars 2011.
2. 1 2  ”Selma Lagerlöfs böcker”. Arkiverad från originalet den 27 augusti 2011. https://web.archive.org/web/20110827002154/http://selmalagerlof.org/bocker.html. Läst 12 april 2011.
3. ↑  ”Elsa Beskows boktitlar”. Arkiverad från originalet den 14 december 2012. https://web.archive.org/web/20121214172009/http://kampanj.bonniercarlsen.se/beskow/titlar1.htm. Läst 12 april 2011.